# Jean-Antoine Houdon
Jean-Antoine Houdon (Versailles, 25 marzo 1741 – Parigi, 15 luglio 1828) è stato uno scultore francese neoclassico.
Houdon è famoso per i suoi busti e statue di filosofi, inventori e politici dell'illuminismo, e personaggi storici. Alcuni dei suoi soggetti furono Denis Diderot (1771), Benjamin Franklin (1778), Jean-Jacques Rousseau (1778), Voltaire (due busti, 1778 e 1781), Molière (1781), George Washington (1785-88), Cagliostro (1789), Thomas Jefferson (1789), Luigi XVI (1790), Robert Fulton (1803-04) e Napoleone Bonaparte (1806).
L'arte ritrattistica di Houdon si caratterizzò per l'espressione degli elementi fondamentali dell'illuminismo, quali la verità umana. Negli anni seguenti alla Rivoluzione francese Houdon, pur scavalcato dall'emergente David, conservò presso i suoi contemporanei la notorietà di maestro d'arte.
Collaborò con il famoso laboratorio costruttore di orologi Lepaute, creando piccole statue in bronzo dorato, spesso ispirate alla mitologia greca. La sua tomba si trova presso il cimitero di Montparnasse.
Ebbe tra i suoi allievi Henri-Joseph Rutxhiel.

## Biografia
La madre di Jean-Antoine Houdon, Anne Rabache, proveniva da una famiglia di giardinieri della reggia di Versailles, mentre suo padre Jacques Houdon era un domestico, e in seguito un custode, della nuova scuola per i protetti del re a Parigi, fino al 1775.
La formazione artistica di Houdon si svolse, dal 1752, alla Académie royale de peinture et de sculpture a Parigi sotto la guida di Jean-Baptiste Pigalle, in un'atmosfera impregnata dalle tendenze del neoclassicismo. In seguito divenne uno studente di Michel-Ange Slodtz.
Dopo l'Accademia, nel 1761 Houdon ottenne il premio di Roma e poi si trasferì a Roma per specializzarsi all'Accademia di Francia. Ebbe così l'occasione di approfondire la conoscenza dell'arte classica, di quella rinascimentale e di quella barocca. Egli rimase a Roma dal 1764 dal 1768, dopodiché tornò a Parigi. Houdon si interessò molto all'anatomia del corpo umano, e fu durante il suo soggiorno romano che egli realizzò il suo primo successo, uno Scorticato scolpito nel 1767, prima di tornare a Parigi.
Dal 1771 divenne membro della Académie royale de peinture et de sculpture, nella quale pochi anni dopo assumerà il ruolo di insegnante. Nel 1776 espose il modello in gesso della Diana cacciatrice, che avrebbe tradotto nel bronzo anni dopo.
Nel 1778 egli realizzò quattro ritratti di Voltaire, dei quali l'unico che piacque al filosofo era quello che lo ritraeva a capo scoperto. Di Voltaire egli avrebbe realizzato anche la statua di marmo Voltaire seduto, conservata a Parigi, alla Comédie-Française, oltre a realizzare la sua maschera funeraria.

### Viaggio in Prussia e commissioni in Russia

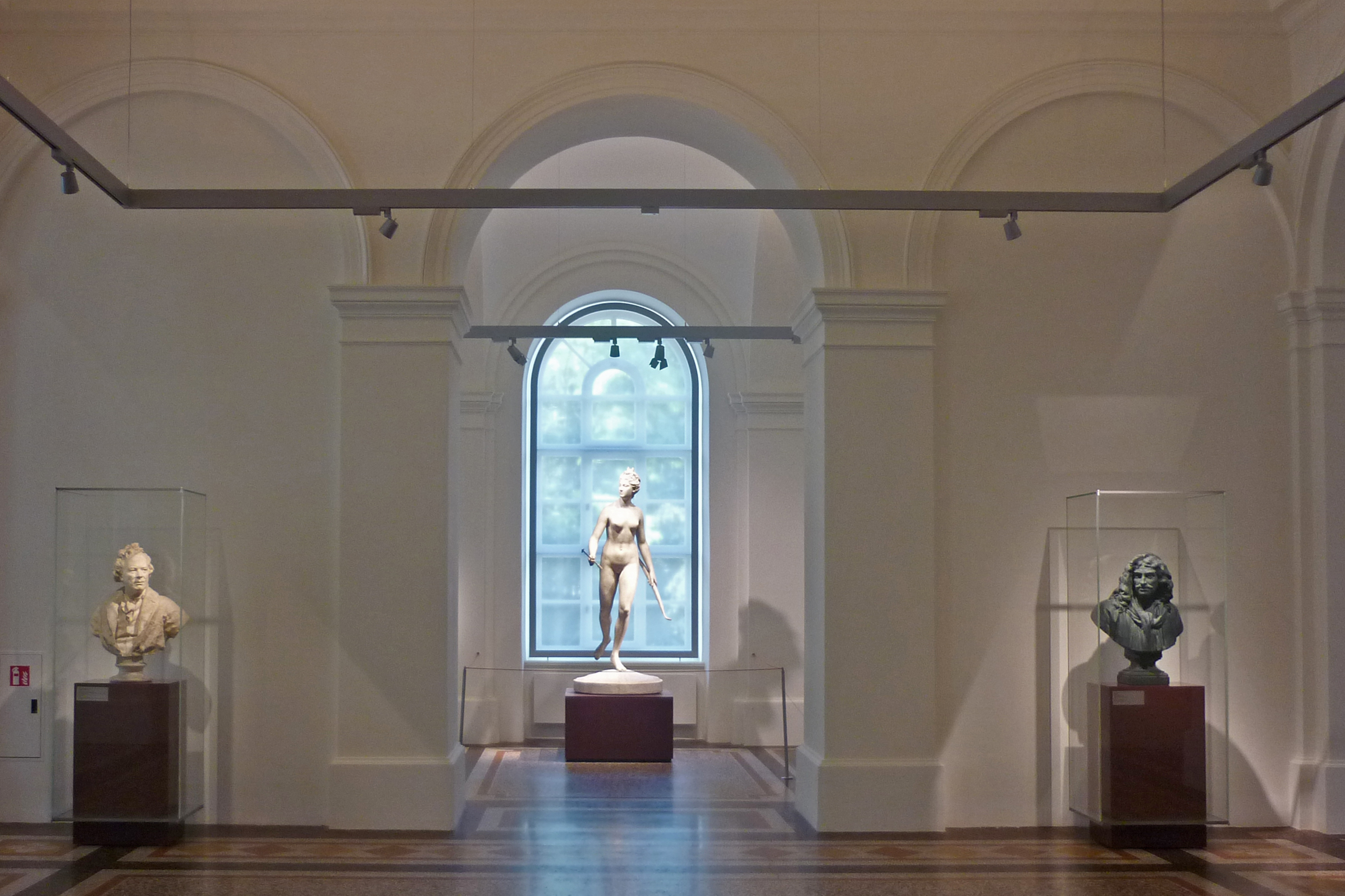
Alcune sculture di Houdon al castello Friedenstein

L'incontro con Diderot e il successo del ritratto del filosofo "al naturale" (1771), ossia senza la parrucca, aprì le porte delle corti straniere della Prussia e della Russia. Houdon fece due viaggi alla corte di Sassonia-Gotha, nel principato di Turingia, per svolgere una commissione per un mausoleo in memoria della duchessa Luisa Dorotea e del duca Federico III. Ernesto II di Sassonia-Gotha-Altenburg, il loro figlio, commissionò dunque tantissimi modelli in gesso a Houdon, che gli offrì una vera e propria collezione museale che oggi si può vedere nel castello Friedenstein, a Gotha. Dmitrij Alekseevič Golicyn e Stroganov gli commissionarono dei ritratti di Diderot e della zarina di Russia Caterina II. La corte francese non gli assegnò che tre commissioni.

### Viaggio negli Stati Uniti

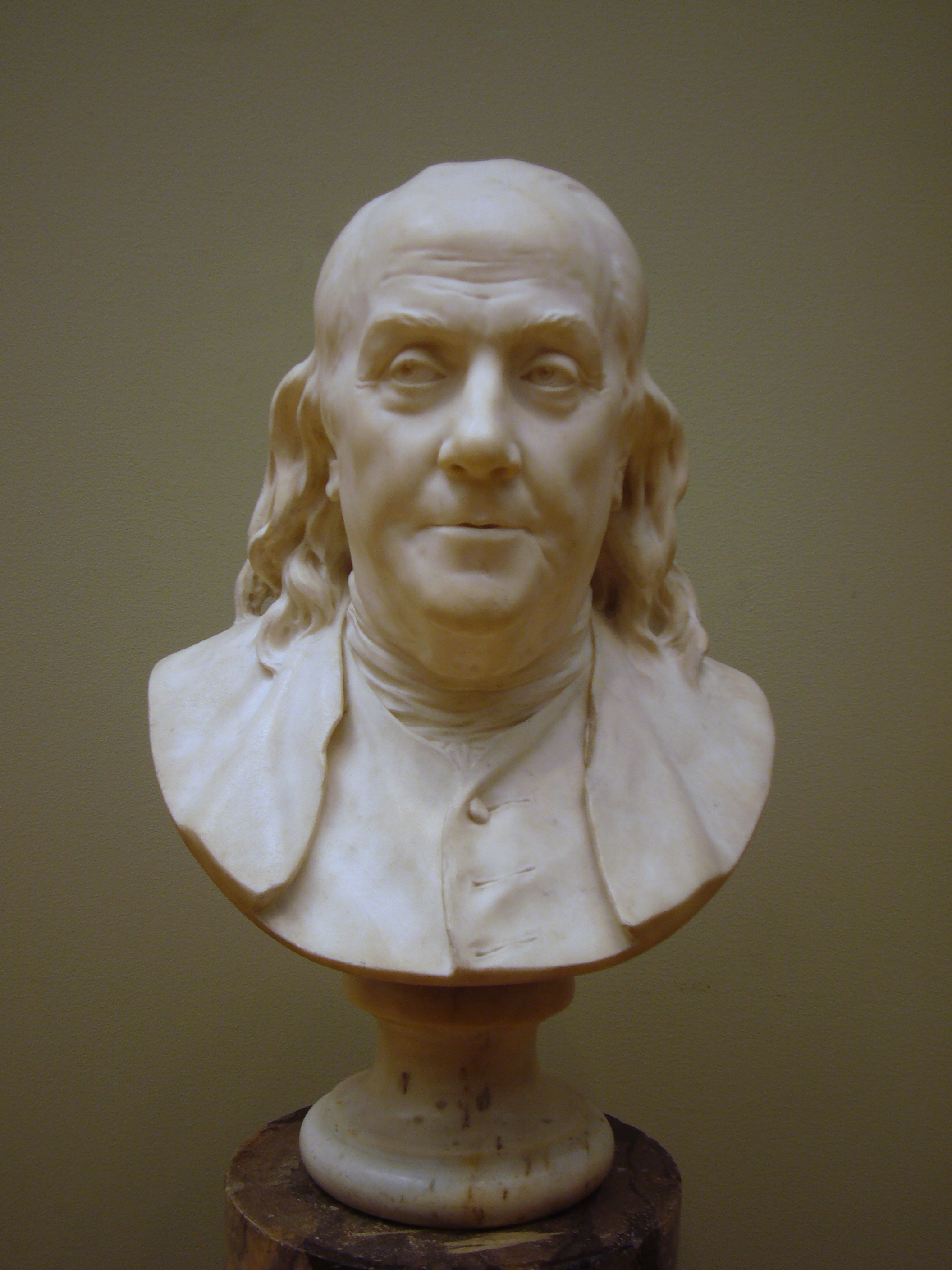
Busto di Benjamin Franklin (1778)
Museo del Louvre, Parigi

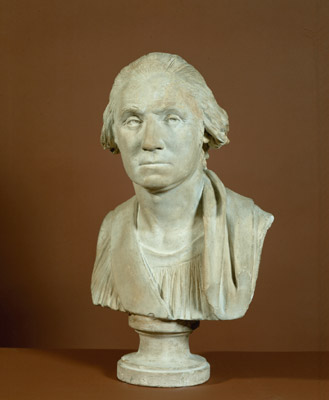
Busto di Washington (1786), National Portrait Gallery, Washington.

Massone, Houdon fu membro della Loggia parigina "Les Neufs Soeurs", del Grande Oriente di Francia, sostenuta dalla neonata repubblica statunitense. Lì incontrò Benjamin Franklin, e quando quest'ultimo tornò in America, incontrò il suo sostituto, Thomas Jefferson, che gli commissionò un busto e lo persuase a scolpire una statua di George Washington. Nel 1785, "chiamato dallo stato della Virginia per fissare i tratti di Washington", Houdon attraversò l'Atlantico e passò quindici giorni a Mount Vernon per ritrarre Washington, che posò per lui.
Houdon venne accompagnato dai suoi assistenti Bégler e Michetti. Lo stato della Virginia pagò 25.000 livre, più una cauzione di 10.000 livre alla famiglia dello scultore se gli fosse successo qualcosa di brutto durante il viaggio, che durò dal luglio del 1785 al gennaio del 1786. Oggi una delle statue di Washington si trova nel Campidoglio di Richmond. Le sculture vennero scolpire a Parigi e vennero spedite negli Stati Uniti nel 1796. Houdon fu uno dei pochi scultori europei della sua epoca ad aver fatto un viaggio in America del Nord.
Poco dopo il suo ritorno a Parigi nel 1788, Houdon espose al Salone delle statue mitologiche e allegoriche, in particolare una Diana e una Bagnante (New York, museo Metropolitano).

### Nozze con Cécile Langlois
Houdon si sposò il 1 luglio del 1786 con Marie-Ange-Cécile Langlois. Fu lei che si sarebbe occupata di gestire lo studio dello scultore e i rapporti con i committenti per i contratti e i pagamenti. Era la figlia adottiva della contessa di Villagagnon e del banchiere britannico Thomas Walpole, cugino di Horace Walpole e discendente del primo ministro britannico Robert Walpole. Cécile Houdon tradusse il romanzo inglese Belmour, scritto dalla scultrice e romanziera inglese Anne Seymour Damer, sua cugina acquisita.
Con suo marito ebbe tre figli, Sabine (nata nel 1787), Claudine (nata nel 1788) e Anne-Ange (nata nel 1790), che lo scultore avrebbe preso come modelle più volte negli anni della rivoluzione.
La pittrice e incisora Joséphine Calamatta (1817-1893) fu la loro nipote. Il 3 gennaio del 1790, egli fece da testimone di nozze al matrimonio di sua cugina di primo grado, la pittrice Marguerite-Julie-Antoinette Houdon.

### Rivoluzione francese

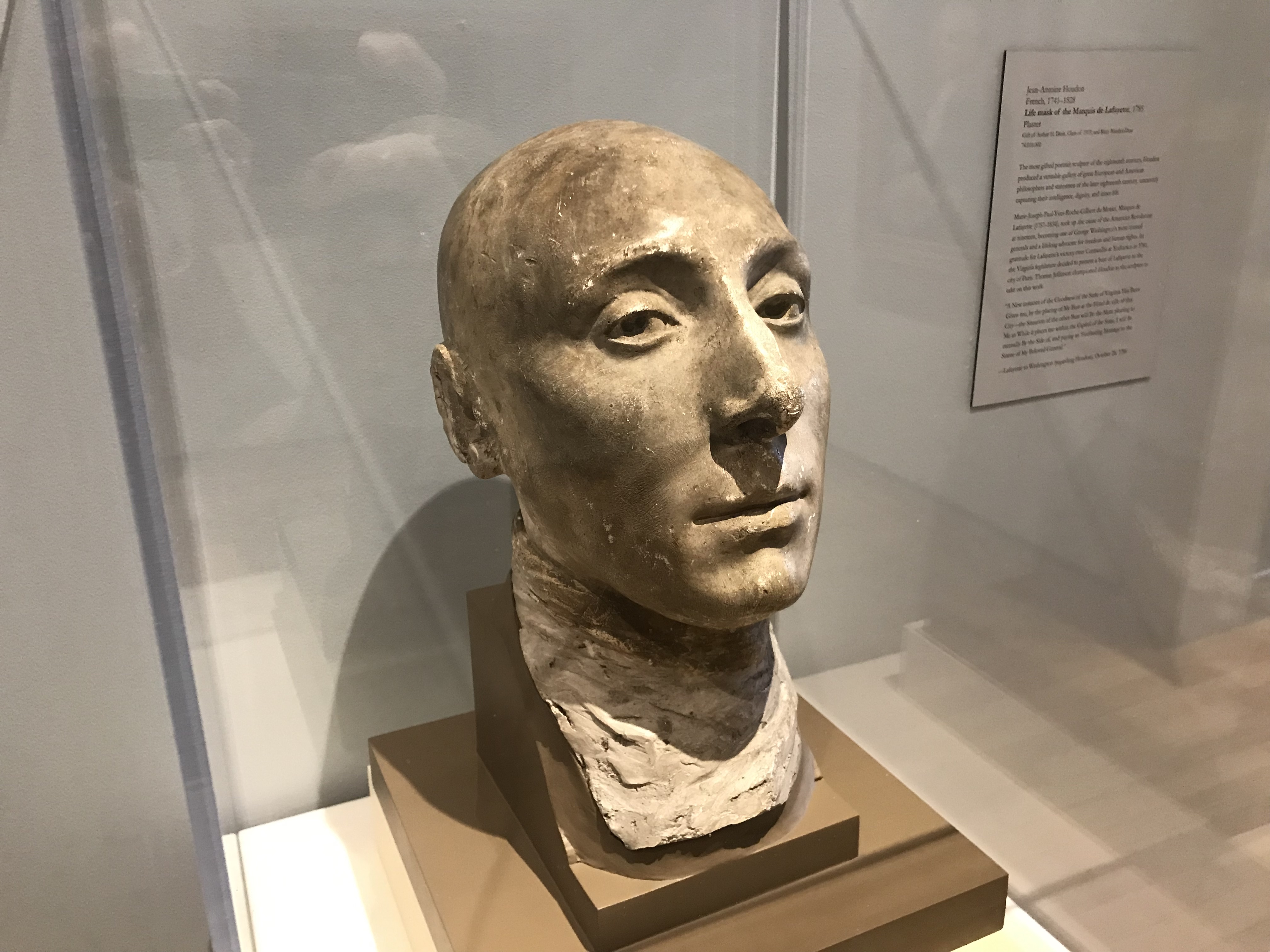
Un calco del volto del marchese di Lafayette (realizzato in vita, 1785), conservato al museo d'arte Herbert F. Johnson di Ithaca

Tra i busti che espose al Salone del 1790 c'erano quelli di La Fayette, di Benjamin Franklin, di Honoré Mirabeau, di Jacques Necker, e di Jean Sylvain Bailly. Nel 1793 venne denunciato da Jacques-Louis David al Comitato di salute pubblica per aver lavorato a una statua di santa Scolastica; Houdon venne assolto trasformando la sua scultura in un'allegoria della filosofia. La scultura venne pagata e posta nella sala delle sedute della Convenzione nel 1795. In seguito Houdon propose di innalzare un monumento a Jean-Jacques Rousseau ai Campi Elisi, avendo già realizzato la maschera mortuaria del filosofo.
Dovendo difendersi, Houdon scrisse un testo nel quale spiegò che le sue opere venivano copiate dai falsari, e che nel 1787 aveva dovuto creare la sua fonderia per effettuare le fusioni in bronzo dei suoi ritratti di Voltaire e Rousseau, come pure del suo celebre Scorticato nel 1792. Nel 1793, egli offrì all'accademia di belle arti un modello di un "cavallo scorticato".

### Ultimi anni

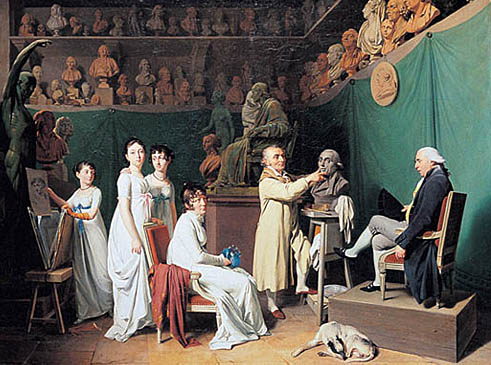
Louis-Léopold Boilly, Jean-Antoine Houdon nel suo studio (1804 circa)

Negli anni dell'Impero, il suo studio venne visitato da molte figure importanti: l'imperatore, Giuseppina, dei marescialli e artisti rinomati. Nel 1806, egli realizzò una scultura monumentale in bronzo di Napoleone I (oggi scomparsa) per la colonna della Grande Armata a Boulogne, come pure dei ritratti marmorei dell'imperatore (oggi a Versailles). Venne nominato cavaliere dell'Impero il 1 aprile del 1809. Nel 1812, egli scolpì il Voltaire seduto per il Pantheon di Parigi. Nel 1814 partecipò per l'ultima volta al Salone.
Houdon venne nominato professore alla scuola delle belle arti di Parigi il 24 gennaio del 1805, succedendo a Pierre Julien. Vi rimase fino al 1823, l'anno nel quale sua moglie morì. Ormai ottantaduenne, Houdon chiese di andare in pensione e spirò nel 1828 a Parigi. In questi ultimi cinque anni, frequentò molto la Comédie Française, ma regredì a livello mentale: durante le sue passeggiate lente egli raccoglieva delle pietre e dei sassolini che osservava con attenzione e fantasticheria, e per i suoi contemporanei questo era un segno di un comportamento infantile.
Alla sua morte il suo studio ala palazzo dell'Istituto e l'interno del suo domicilio alla biblioteca reale vennero messi in vendita in due aste catalogate.

## Opere nelle collezioni pubbliche

### Francia

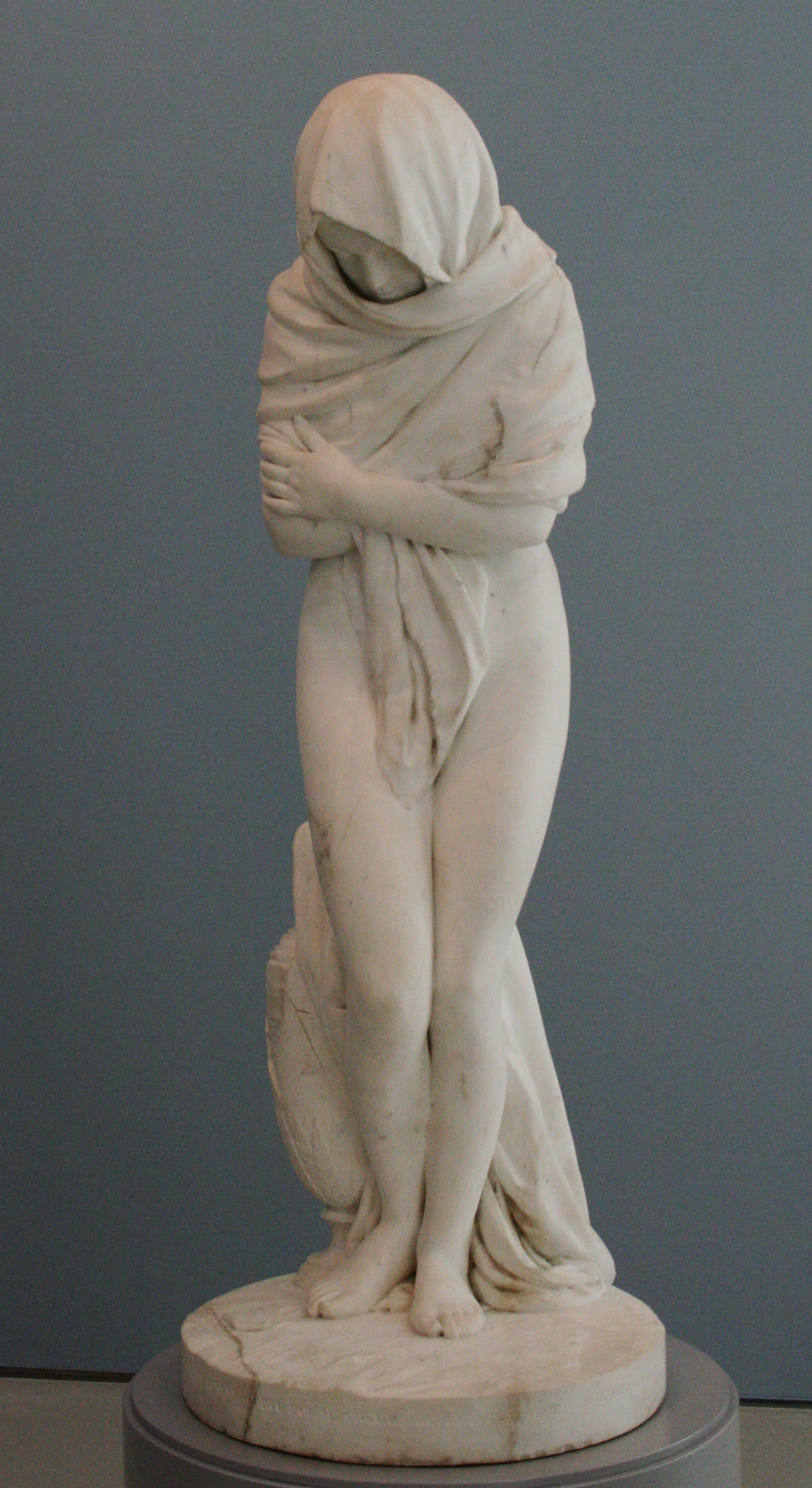
L'inverno (1783), marmo, Montpellier, museo Fabre

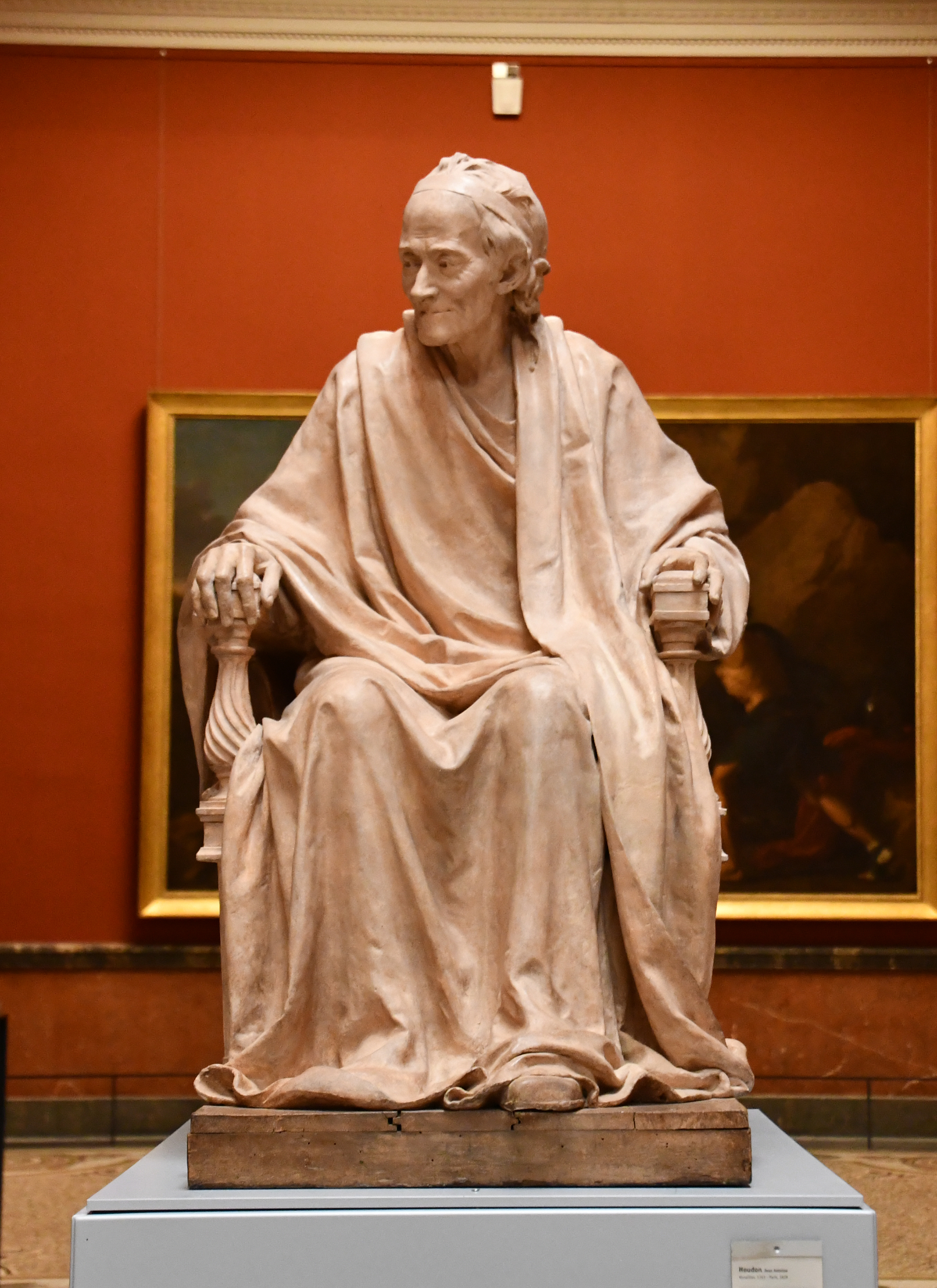
Voltaire seduto (1780-1790 circa), terracotta, Montpellier, museo Fabre

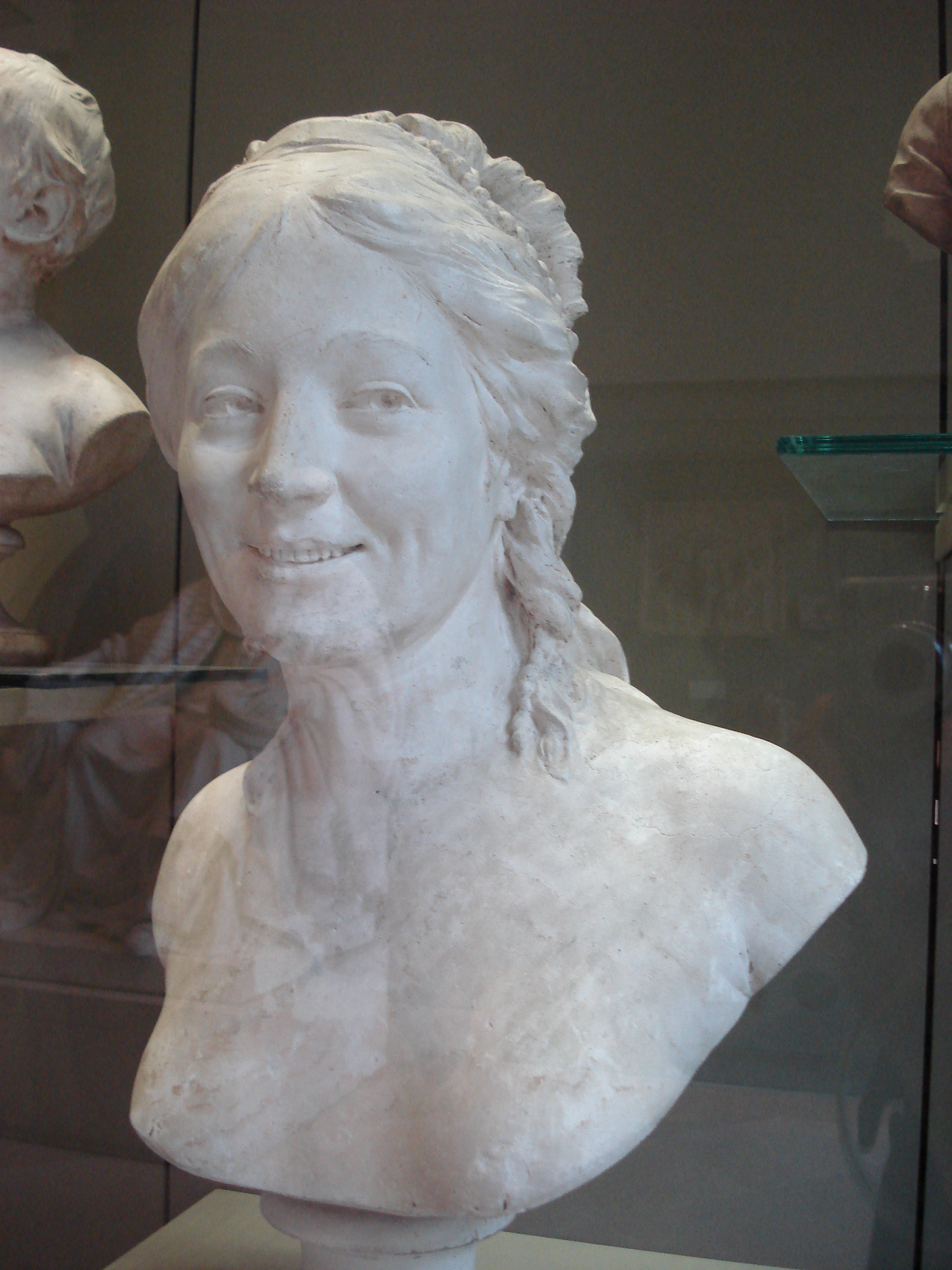
Madame Houdon (1786), gesso, Parigi, museo del Louvre

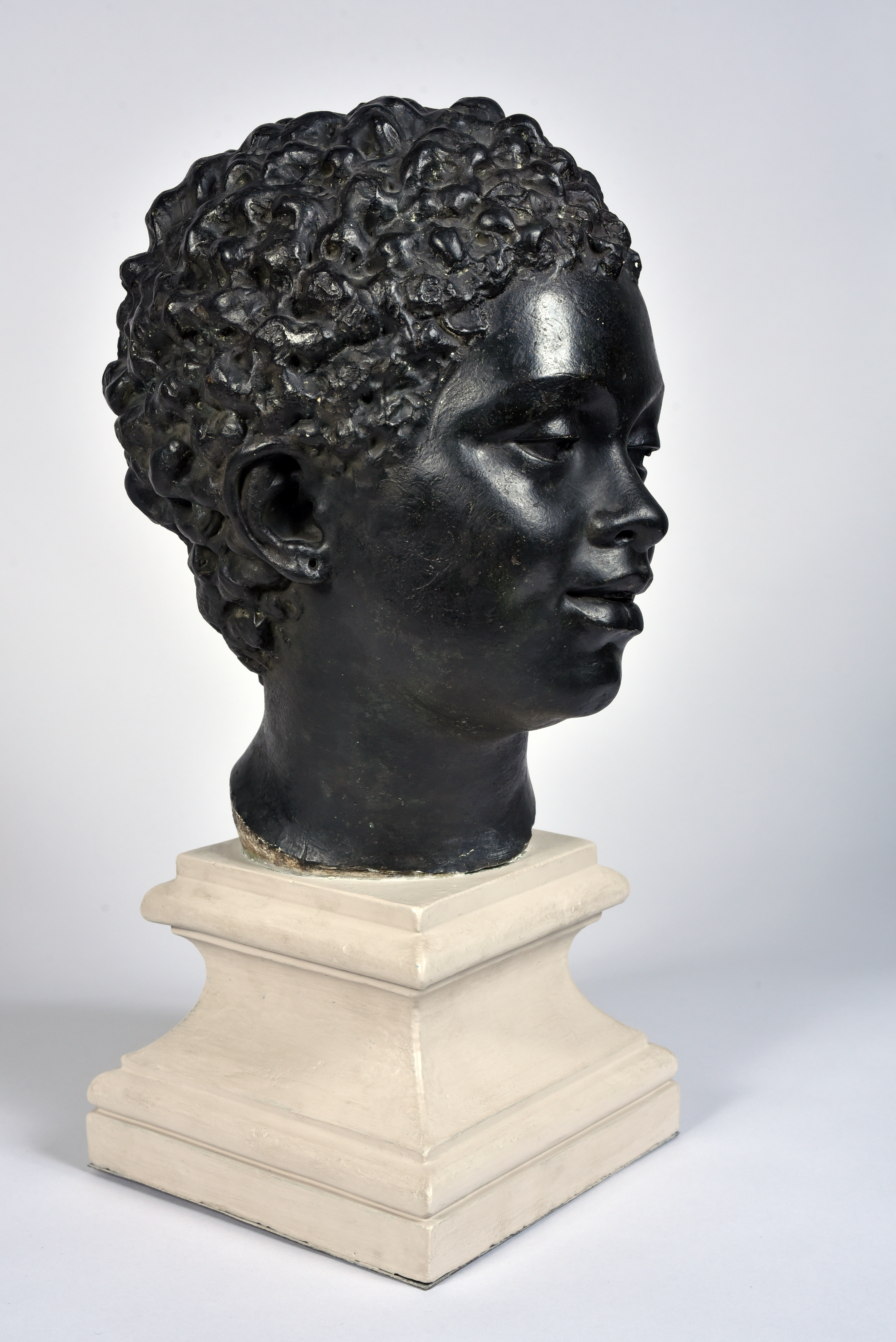
Buste de la femme noire (1781), Soissons, museo d'arte e storia Saint-Léger

- Aix-en-Provence, biblioteca Méjanes: Busto del marchese di Méjanes, 1786-1787, marmo.[23]
- Digione, museo delle belle arti: Il conte di Buffon, 1781 circa, busto,[24] gesso originale.
- Gray, museo Baron-Martin: Voltaire assis dans un fauteuil, statuetta in gesso patiné façon terracotta, réduction d'après le modèle de 1781, 33 × 18 × 26 cm, dépôt du la Manufacture de Sèvres.
- Grenoble, museo di Grenoble: Busto del marchese di Franquières, 1799, marmo.
- Lione, museo di belle arti: Buste de fillette, 1791, gesso.[25]
- Montpellier, museo Fabre:
  - L'inverno, 1781, bozzetto, statuetta in terracotta;
  - L'inverno, 1783, statua in marmo;
  - L'Été, 1783, statua in marmo;
  - Écorché, le bras replié au-dessus de la tête, o Écorché, bras levé, statua in gesso;
  - Voltaire seduto, 1780-1790 circa, statua in terracotta e gesso;
  - Busto del marchese di Miromesnil, 1781 circa, marmo;
  - Buste d'un magistrat inconnu, 1788, marmo;
  - Busto di Molière, 1779 circa, gesso;
  - Busto di Benjamin Franklin, 1779 circa, gesso.
- Parigi:
  - Comédie-Française: Voltaire seduto, 1781, statua in bronzo.
  - museo del Louvre:
    - Écorché, bras replié au-dessus de la tête, 1776, bronzo fuso da Thomire;[26]
    - Ritratto di Alexandre Brongniart, 1777, busto in terracotta;[27]
    - Portrait de Anne-Ange Houdon âgée de quinze mois, 1791, busto in gesso;[28]
    - Portrait de Anne-Ange Houdon âgée de quinze mois, 1790-1791, busto in marmo;
    - Apollon repoussé par le vent, 1782, medaglione in marmo;[29]
    - Ritratto di Benjamin Franklin, 1778, busto in terracotta;[30]
    - Ritratto di Buffon, 1783, busto in marmo;[31]
    - Ritratto del duca di Choiseul, 1780, busto in marmo;[32]
    - Cicerone, statua in gesso;[33]
    - Ritratto dela contessa di Jaucourt, 1777, busto in marmo;[34]
    - Ritratto di Condorcet, 1785 circa, busto in terracotta;[35]
    - Ritratto di Diderot, 1775, busto in marmo;[36]
    - Diana cacciatrice, 1790, statua in bronzo;[37]
    - Ritratto di Diderot, 1771, busto in terracotta;[38]
    - Ritratto di George Washington, 1786, busto in terracotta;[39]
    - Ritratto di Jean-Charles-Pierre Lenoir, 1784, busto in marmo;[40]
    - L'inverno o La freddolosa, 1793, statuetta in terracotta;[41]
    - Ritratto di Louise Brongniart, 1777, statua in marmo;
    - Ritratto di Louise Brongniart, 1777, busto in terracotta;[42]
    - Ritratto di Madame Adélaïde, 1777, busto in marmo;
    - Ritratto di Madame Houdon, 1786, busto in gesso;[43]
    - Modello del monumento funebre del principe Aleksandr Michajlovič Golicyn, 1777, gruppo in terracotta;[44]
    - Monumento del cuore del conte d'Ennery, 1781, gruppo in marmo;[45]
    - Morphée, 1777, statuetta in marmo;[46]
    - Le Sommeil, statuetta in terracotta;
    - Portrait de Sabine Houdon âgée de dix mois, 1788, busto in gesso;[47]
    - Portrait de Sabine Houdon âgée de quatre ans, 1791 circa, busto in gesso;[48]
    - Ritratto di Sophie Arnould, 1775, busto in marmo;[49]
    - Vestale, 1787, statua in marmo;[50]
    - Ritratto di Voltaire, 1778, busto in marmo;[51]
    - Ritratto della principessa di Salm, busto in gesso, 1803 circa.

  - palazzo Borbone: Thémis.
  - scuola nazionale superiore delle belle arti, galleria di morfologia: Écorché, bras droit étendu, surmoulage du XIXe siècle in gesso.
- Soissons, museo d'arte e storia Saint-Léger
  - Buste de la femme noire, 1781, busto in gesso.
- Versailles, museo Lambinet:
  - Voltaire seduto;
  - Busto di Rousseau;
  - Busto di Claudine Houdon;
  - Busto di Sabine Houdon;
  - Busto di La Fayette;
  - Busto di Washington;
  - Busto di Jean Charles Pierre Lenoir;
  - Diana cacciatrice, terracotta.

### Germania
- Berlino, Bode-Museum: Portrait du baron de Vietinghoff, 1791, busto in marmo.[52] Il gesso venne esposto al Salone di Parigi nel 1777.
- Gotha, museo ducale:
  - Écorché, 1767, statua in gesso;
  - Morphée, 1769 circa, statua in gesso;
  - Denis Diderot, 1771, busto in gesso;
  - Voltaire, 1778, busto in gesso dipinto color bronzo;
  - Jean-Jacques Rousseau, 1778, busto in gesso dipinto color bronzo.
- Altenburg, museo Lindenau:
  - L'Astronome Jérôme Lalande, 1802, busto in terracotta;
  - L'Astronome et politicien Jean-Sylvain Bailly, 1788, busto in terracotta.

### Italia
- Roma:
  - basilica di Santa Maria degli Angeli e dei Martiri: San Brunone, 1767, statua in marmo (vestibolo).[24]
  - villa Medici: Scorticato. Gesso su zoccolo integrato.
  - Galleria Borghese, Cappella III di Apollo e Dafne. Modello in gesso di circa 1,5 m che ritrae San Giovanni Battista.[53]
  - Museo Napoleonico. Napoleone. Grande busto in marmo. Attribuito: Cristina Boyer, busto in marmo (prima moglie di Luciano Bonaparte).

### Portogallo
- Lisbona, museo Calouste Gulbenkian: Diana cacciatrice, 1780, statua in marmo.

### Regno Unito
- Londra, Wallace Collection: Ritratto di Madame de Sérilly d'Étigny, 1782, busto in marmo.[54]

### Russia
- San Pietroburgo, museo dell'Ermitage: Voltaire seduto, 1781, statua in marmo.

### Stati Uniti d'America
- Richmond, Campidoglio della Virginia: George Washington, 1785-1792, statua in marmo.[24]
- Los Angeles, Museo d'Arte della Contea di Los Angeles: Cagliostro, 1786, busto in gesso.
- Washington, Galleria nazionale d'arte:
  - Buste de Voltaire avec perruque, 1778, marmo;
  - Cagliostro, 1786, busto in marmo.
- New York, Museo Metropolitano:
  - Baigneuse, 1782, marmo;[9]
  - Portrait de Sabine Houdon âgée de dix mois, 1788 circa, marmo;[55]
  - L'inverno o La freddolosa, 1787, bronzo.[56]
- Seattle, museo d'arte: Ritratto di Sabine Houdon âgée de quatre ans, 1791, marmo.
- Worcester, Worcester Art Museum: Ritratto di Claudine Houdon, 1793 circa, marmo.

### Svizzera
- Ginevra, Biblioteca di Ginevra:[57]
  - Jean-Jacques Rousseau, 1778, busto in marmo e in gesso;
  - Jean-Jacques Rousseau, 1778, maschera funebre.
- Neuchâtel, museo d'arte e storia: Ritratto di Isabelle de Charrière, 1771, busto in gesso.